# Orestes Keldorsson (Färla)
Orestes Keldorsson (Färla, Orestes Keldorssons ätt), född på 1200-talet, död 1299, var en svensk riddare.

## Biografi
Orestes Keldorsson (Färla, Orestes Keldorssons ätt) var son till Keldor. Han nämns första gången 1292 som riddare. Orestes Keldorsson avled 1299 och begravdes i Gråbrödraklostret i Stockholm.

### Familj
Orestes Keldorsson var far till riddaren och riksrådet Karl Orestason (Färla).